# 张益民 (飞行员)

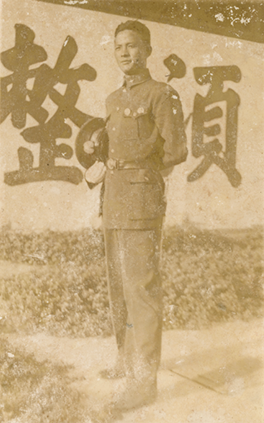
1937年初身着中华民国空军军服的张益民

张益民（英語：Theodore Jung，1913年—1937年11月11日），美国华侨，祖籍广东江门开平，中华民国空军飞行员。

## 生平
张益民之父张炳联早年赴美谋生，在加利福尼亚州开办种植园。张益民1934年毕业于加州美洲中华航空学校。此后回到中国，在广东航空学校见习。中央航空学校第五期高级班毕业后，任中华民国空军第七大队第十二队少尉队员。抗日战争爆发后，参加对敌作战。1937年11月11日，他驾驶的O3U海盗式侦察机在洛阳龙门山空战中被敌机击中，撞山后殉职，年仅24岁。获国民政府追赠中尉。